# 예금보험공사

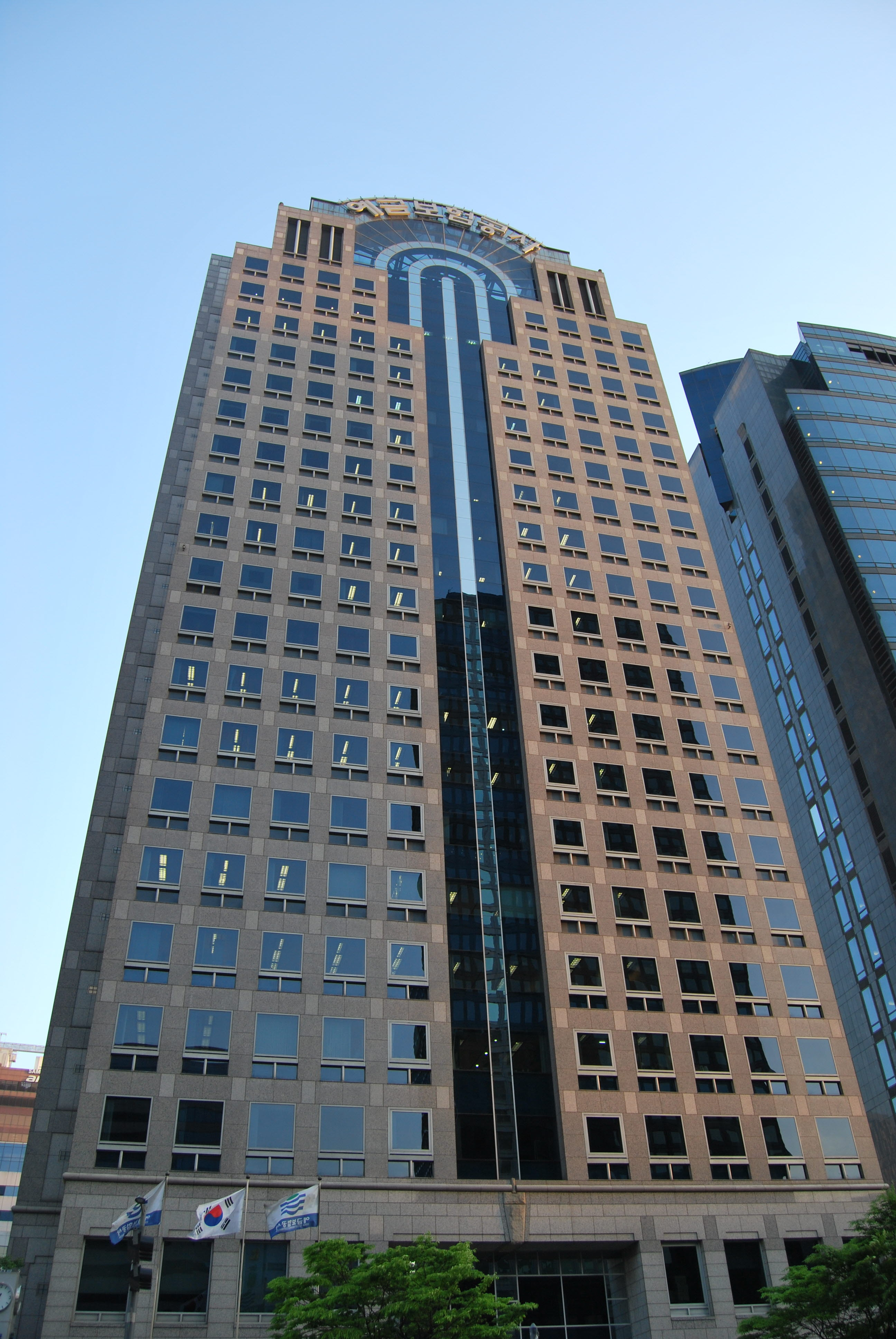
서울 중구의 본사 건물

예금보험공사(預金保險公社, Korea Deposit Insurance Corporation, 약칭:예보)는 금융기관이 파산등으로 예금을 지급할 수 없는 경우 예금의 지급을 보장함으로써 예금자를 보호하고 금융제도의 안정성을 유지하는데 이바지하고자 예금자보호법에 의거하여 설립되었다. 예금보험공사의 주요 기능인 예금보험제도는 금융기관으로부터 보험료를 납부받아 예금보험기금을 조성해두었다가 금융기관의 경영이 부실하거나 파산해 고객들의 예금을 돌려줄 수 없게 되면 예금을 대신 지급하는 제도다.

## 설립근거 및 소관 업무

### 설립근거
- 예금자보호법 [법률 제12714호, 2014.05.28 일부개정] 제3조
- 예금자보호법 [법률 제12714호, 2014.05.28 일부개정] 제4조

### 소관 업무
- 예금보험기금(이하“예보기금”) 및 예금보험기금채권상환기금(이하”상환기금) 관리 및 운용
- 부보금융기관의 보험사고 예방을 위한 리스크 감시
- 보험금 지급 및 자금지원을 통한 부실금융기관 정리
- 자산매각, 파산배당 등 지원자금 회수
- 부실관련자에 대한 부실책임조사 및 손해배상청구

### 설립 목적
- 금융기관이 파산 등으로 예금을 지급할 수 없는 경우 예금의 지급을 보장함으로써 예금자를 보호하고 금융제도의 안정성을 유지

## 연혁
- 1995년 12월: 예금자보호법 제정
- 1996년 6월: 예금보험공사 설립(은행권역, 보호한도 2천만원)
- 1997년 11월: 전액보호제도 전환
- 1997년 12월: 부보금융기관에 대한 공동검사권 신설
- 1998년 4월: 통합 예금보험공사 설립(은행/증권/보험/종금/저축은행/신협)
- 1999년 12월: 정리금융공사(RFC) 설립
- 2000년 1월: 부실책임조사 및 손배소송 청구 근거 마련
- 2000년 12월: 부보금융기관 파산관재인으로 예보를 선임하는 근거 마련(공적자금관리특별법)
- 2001년 1월: 부분보호제도 전환(보호한도 5천만원)
- 2003년 1월: 신 예금보험기금 출범(구 예보기금은 예금보험기금채권상환기금으로 전환)
- 2003년 9월: 금융감독원과 공동검사 MOU 체결
- 2004년 1월: 신용협동조합을 부보금융기관에서 제외
- 2005년 5월: 예가람저축은행 설립(최초 가교금융기관)
- 2008년 11월: 외화예금 예금자보호 시행
- 2009년 1월: 목표기금제도 시행
- 2009년 6월: 보호대상상품으로 운용되는 퇴직연금(DC, IRP) 적립금에 대한 예금자보호 시행
- 2009년 11월: 정리금융공사 폐지(페이퍼컴퍼니 케이알앤씨 설립)
- 2010년 5월: 개산지급금 제도 최초 시행
- 2011년 4월: 상호저축은행 구조조정 특별계정 신설(기한: 2026년말)
- 2012년 3월: 저축은행권역에 대한 단독조사 권한 확대
- 2012년 10월: 금융거래 중단 없는 정리방식 도입
- 2014년 1월: 차등보험료율제 첫 시행(근거법령 마련: 2009. 02.)
- 2014년 5월: 공동검사 시정조치 요청권 및 이행 내역 확인 권한 마련
- 2015년 2월: 보호대상상품으로 운용되는 퇴직연금(DC, IRP) 적립금에 대한 별도 보호한도 적용
- 2015년 9월 : IADI 주관 “올해의 예보기구상” 핵심준칙 및 해외협력부문 수상
- 2015년 12월 : 예금자보호법 개정(보호대상 범위 확대, 예금보험관계 설명 의무 등)
- 2016년 2월 : 예금자보호법 시행령 개정(신탁형 개인종합자산관리계좌(ISA)에 편입된 예·적금등을 예금보호 대상에 포함)
- 2016년 6월 : 예금자보호법 시행령 개정 (변액보험 최저보장보험금 예금보호 대상에 포함, 예금보험관계 설명 확인 제도 시행 등)
- 2016년 12월 : 우리은행 주식매매계약 체결
- 2017년 3월 : 캄보디아 프놈펜사무소 개설
- 2017년 9월 : 세계은행(WB)과 MOU체결
- 2018년 11월 : 적극행정 우수사례 대통령 표창 수상
- 2019년 10월 : 공공기관 최초 정보보호 통합(ISMS-P) 인증 획득
- 2020년 12월 : 정상화·정리계획(RRP) 제도 관련 금산법 개정안 통과
- 2020년 12월 : 착오송금반환지원 제도 관련 예보법 개정안 통과
- 2021년 6월 : 정상화·정리계획(RRP) 제도 시행
- 2021년 7월 : 착오송금 반환지원 제도 시행
- 2022년 3월: 부보금융회사 홈페이지ㆍ모바일앱 계좌조회화면 등에 예금보호 여부 표시 의무화 시행
- 2022년 6월 : 10개 대형금융회사(SIFI) 정상화ㆍ정리계획(RRP) 금융위원회 최종 승인(’22.4월 최초 수립)
- 2023년 1월 : 착오송금반환지원제도 지원 대상 금액 상한 5천만원으로 확대
- 2023년 10월 : 새마을금고법(제74조) 개정을 통한 공사의 중앙회ㆍ단위금고 검사 참여 법적 근거 확보
- 2023년 10월 : 별도 보호한도 적용대상 연금저축, 사고보험금 및 중소기업퇴직연금기금(보호상품으로 운용되는 적립금)으로 확대
- 2024년 3월 : 우리금융지주 잔여지분 전량 매각으로 완전 민영화 달성
- 2024년 9월 : 부실책임추궁 관련 자료제공요구 대상에 가상자산사업자를 추가하는 예보법 개정안 통과
- 2024년 12월 : 예금보호한도를 1억원 이상으로 상향하는 예보법 개정안 통과

## 운영 및 조직

### 의사결정체계
- 최고 의결기구인 예금보험위원회는 공사의 업무운영과 기금운용 방침을 결정한다.
- 최고 집행기구인 이사회는 위원회의 결정사항을 집행하며, 공사의 조직/인사/회계/직원 보수 등에 관한 주요사항을 심의한다.
- 감사는 결의에는 참가하지 못하나 이사회에 출석하여 의견을 진술하며 공사의 업무와 회계를 감사한다.

#### 예금보험위원회
- 사장, 당연직 위원 3명(금융위원회 부위원장, 기획재정부 차관, 한국은행 부총재) 및 위촉직 위원 3명으로 구성
- 예금보험공사의 업무운영 기본방침(예산과 결산, 정관변경 등)을 수립하고,
- 기금운용계획(기금채권 발행, 자금지원, 보험금 지급 등)을 심의, 의결한다.

#### 이사회
- 사장, 부사장, 상임이사(4명 이내) 및 비상임이사(7명 이내)로 구성되며, 공사의 조직•인사•예산 등 경영에 관한 주요사항을 심의

### 임원

#### 사장
- 금융위원회 위원장이 제청해 대통령이 임명한다.
- 예금보험위원회 위원장 및 이사회의 의장이 되며, 법령•정관•기타 위원회가 별도로 정하는 규정에 의해 공사의 업무를 통할한다.

#### 부사장
- 사장의 제청으로 금융위원회가 임면한다.
- 사장을 보좌하며, 업무 수행과 관련해 사장이 위임한 권한을 행사한다.

#### 이사
- 사장의 제청에 의해 기획재정부 장관이 임면한다.
- 사장과 부사장을 보좌하며, 업무 수행과 관련해 사장이 위임한 권한을 행사한다.

#### 감사
- 직무의 독립성 및 객관성을 위해 사장의 제청을 요하지 않고 주무부처인 금융위원회가 임면한다.
- 공사의 업무와 회계에 관한 사항을 감사하고, 감사 결과 징계 또는 변상 조치 등 중요한 사실이 있는 경우에는 매년 이를 종합한 감사보고서를 작성해 예금보험위원회에 제출해야 한다.

#### 임기
- 사장•부사장•이사 및 감사의 임기는 3년으로 하며 중임이 가능하다. 임원에 결원이 있을 경우에는 새로 임명하며, 그 임기는 잔여 임기가 아니라 임명된 날로부터 새로 기산(3년)된다.

### 조직체계
- 26개 부서(13부•5실•2국•6부서내실)로 구성(예금보험공사 현재 조직도 보러가기: http://kdic.or.kr/introduce/org_01.do)

```
- 감사실: 감사1팀, 감사2팀
- 고객경영지원실: CS경영팀, 생활금융교육팀
- 국제협력팀: 국제협력팀
- 금융정리1부: 정리기획팀, 은행정리팀
- 금융정리2부: 보험금융투자팀, 저축은행팀, 보험금팀
- 기금관리부: 예보기금팀, 상환기금팀, 회계팀, 보험료팀
- 기금운용실: 기금운용실
- 기획조정부: 경영전략팀, 조직예산팀, 대외업무팀
- 리스크관리1부: 은행팀, 생명보험팀, 손해보험팀, 금융투자팀
- 리스크관리2부: 저축은행분석팀, 저축은행1팀, 저축은행2팀, 저축은행3팀
- 법무실: 법무팀
- 보험정책부: 보험정책팀, 금융시장팀, 조사연구팀
- 비서실: 비서실
- 창조경영실: 성과기획팀, 성과평가팀, 경영효율화팀
- 안전관리실: 안전관리실
- 인사지원부: 인사팀, 급여후생팀, 연수팀, 업무지원팀
- 청산회수1부: 청산회수1팀, 청산회수2팀, 청산회수3팀
- 청산회수2부: 개발자산1팀, 개발자산2팀, 개발자산3팀
- 정보시스템실: IT기획관리팀, 개발운용팀, 정보보호팀
- 재산조사부: 조사기획팀, 국내재산조사팀, 해외재산조사팀
- 조사지원부: 조사총괄팀, 책임심의팀, 소송관리팀
- 조사1국: 조사1국
- 조사2국: 조사2국
- 청산회수기획부: 회수기획팀, 배당종결팀, 자산평가팀, 소송지원팀
- 홍보실: 홍보팀
- 채권관리실: 채권조정1팀, 채권조정2팀, 채권회수1팀, 채권회수2팀
- 리스크관리기획실: 리스크관리기획팀, 보험료평가팀
```

## 소관 법률
- 예금자보호법

## 예금보험제도

### 의의
- 공사가 부보금융기관으로부터 받는 보험료 등으로 예금보험기금을 조성하고, 부보금융기관의 부실이 발생하는 경우
- 보험금 지급 및 자금지원(출자•출연 등)을 통해 부실금융기관을 정리함으로써 예금자를 보호하고 금융시장의 안정을 도모

### 적용 대상
- 부보금융기관이 조달한 예금, 투자자 예탁금, 수입보험료 등은 적용 대상이나, 운용실적에 따라 지급액이 변동되는 투자상품 및 채권성격의 금융상품 등은 대상이 아니다. 또한 정부 및 지방단체, 한국은행, 금감원, 예금보험공사 및 부보금융기관의 예금 등은 적용대상에서 제외한다.

### 보호 한도
- 금융기관별로 1인당 원리금을 5천만원까지 보호
- ‘97년 외환위기 직후 뱅크런 방지를 위해 한시적으로 전액보호하였으나, ‘01년부터 부분 보호로 환원

## 관련 기관
- 미국 예금보험공사(FDIC)

## 같이 보기
- 대한민국 국회 정무위원회
- 공적자금관리위원회
- 기획재정부
- 한국은행
- 금융위원회
- 금융감독원
- 2011년 상호저축은행 영업정지 사건
- 대한민국의 IMF 구제금융 요청